# Pierre Robinet
Pierre Robinet (en castellà: Pedro Robinet) (segle xvii-segle xviii) Jesuïta francès. Fou confessor de Felip V de Castella des del 1705, en substitució del pare Guillaume Daubenton; Al contrari que el seu predecessor no estava interessat en la gestió política. Conjuntament amb la Princesa dels Ursins fou enviat per Lluís XIV de França a la cort espanyola per a influenciar en la persona de Felip V. La historiografia li atribueix un paper decisiu en la guerra de successió quan el 1706, i en plena ofensiva austriacista que acabaria amb la presa de Madrid, impedí conjuntament amb Maria Lluïsa de Savoia que un Felip V sumit en la depressió abdiqués en favor de Carles d'Àustria. No tan sols es limità a cuidar de la consciència del monarca borbònic sinó que recolzà a Orry en els seus plans per a apoderar-se de les regalies eclesiàstiques i acotant el poder de la Inquisició. El 1709 defensà la causa borbònica durant l'enfrontament amb el Sant Pare Climent XI que desembocà en la ruptura de relacions diplomàtiques entre la Santa Seu i la Corona borbònica. El 1714, arran del segon matrimoni de Felip V amb Isabel Farnese i la caiguda en desgràcia de la Princesa dels Ursins, fou marginat per la nova reina i destituït el 7 de març de 1715, retornant finalment a França.